# Santo Aleixo de Além-Tâmega
Santo Aleixo de Além-Tâmega é uma povoação portuguesa do Município de Ribeira de Pena que foi sede da extinta Freguesia de Santo Aleixo de Além-Tâmega, freguesia que tinha 12,30 km² de área e 368 habitantes (2011), e, por isso, uma densidade populacional de 29,9 hab/km².
A Freguesia de Santo Aleixo de Além-Tâmega foi extinta (agregada) pela última Reorganização administrativa do território das freguesias, de acordo com a Lei nº 11-A/2013 de 28 de Janeiro, tendo o seu território sido agregado ao da Freguesia de Salvador (Ribeira de Pena) para constituir a União de Freguesias de Ribeira de Pena (Salvador) e Santo Aleixo de Além-Tâmega com sede em Ribeira de Pena (Salvador).

## População
| Número de habitantes | Número de habitantes | Número de habitantes | Número de habitantes | Número de habitantes | Número de habitantes | Número de habitantes | Número de habitantes | Número de habitantes | Número de habitantes | Número de habitantes | Número de habitantes | Número de habitantes | Número de habitantes | Número de habitantes |
| -------------------- | -------------------- | -------------------- | -------------------- | -------------------- | -------------------- | -------------------- | -------------------- | -------------------- | -------------------- | -------------------- | -------------------- | -------------------- | -------------------- | -------------------- |
| 1864                 | 1878                 | 1890                 | 1900                 | 1911                 | 1920                 | 1930                 | 1940                 | 1950                 | 1960                 | 1970                 | 1981                 | 1991                 | 2001                 | 2011                 |
| 521                  | 651                  | 574                  | 573                  | 596                  | 602                  | 850                  | 778                  | 999                  | 1 083                | 832                  | 709                  | 628                  | 447                  | 368                  |

(Obs.: Número de habitantes "residentes", ou seja, que tinham a residência oficial neste concelho à data em que os censos se realizaram.)

## Património
- Igreja Paroquial de Santo Aleixo de Além Tâmega;
- Capela de São Pedro, em Bragadas.